# تامی لی جونز
تامی لی جونز (به انگلیسی: Tommy Lee Jones) (زادهٔ ۱۵ سپتامبر ۱۹۴۶) بازیگر و کارگردان آمریکایی است. او چهار بار نامزد جایزه اسکار شده‌است که یکبار برنده جایزه اسکار بهترین بازیگر نقش مکمل مرد برای بازی در فیلم فراری شده‌است. فیلم‌های دیگری که وی بخاطر آن‌ها نامزد دریافت جایزهٔ اسکار شد عبارتند از: لینکلن (۲۰۱۲)، در دره الاه (۲۰۰۷)، جی‌اف‌کی (۱۹۹۱)

## کودکی

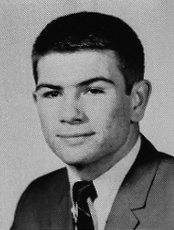
تامی لی جونز

تامی متولد سان سبا، تگزاس است. مادرش لوسیل، افسر پلیس و معلم مدرسه؛ و پدرش کلاید، کارگر یک میدان نفتی بود. پدر و مادر تامی دو بار از هم طلاق گرفتند ولی مجدداً با هم ازدواج کردند. تامی جونز در شهر میدلند، تگزاس بزرگ شده و در دبیرستان رابرت لی درس خوانده. وی سپس به کالج هاروارد رفته و در آنجا با ال گور هم دانشگاهی می‌شود. ال گور پسر آلبرت گور از سناتورهای ایالت تنسی بود. وی بعدها به سمت معاون ریاست جمهوری رسید.
تامی لی جونز از دانشگاه هاروارد آمریکا مدرک دکتری ادبیات انگلیسی خود را با نمره عالی دریافت کرده‌است.

## حرفه
جونز برای بازیگر شدن به نیویورک رفت. وی سعی کرد با ایفای نقش های کوتاه مکمل در تاتر وارد سینما شود و آرتور هیلر کارگردان ملودرام ساز هالیوود وی را در تاتری دید و برای نقش کوتاهی در فیلم لاو‌استوری انتخاب کرد. شهرت جهانی جونز با فیلمهای اولیور استون در دهه هشتاد و‌نود میلادی شکل گرفت.

## زندگی شخصی
تامی ۳ بار ازدواج کرده‌است. ازدواج اول او با کیت لاردنر در بین سال‌های ۱۹۷۸–۱۹۷۱ بود. ازدواج دومش با کیمبرلی کلافلی، دختر شهردار سابق سان آنتونیو بود. از این ازدواج او دو دختر به نام‌های آستین (زاده ۱۹۸۲) و ویکتوریا (زاده ۱۹۹۱) دارد. در مارس ۲۰۰۱ نیز با همسر سومش، دان لورل ازدواج کرد.
تامی در اطراف سان آنتونیو زندگی می‌کند و به زبان اسپانیایی تسلط کامل دارد.

## فیلم‌ها
از فیلم‌های معروف او عبارت‌اند از:
- داستان عشق (۱۹۷۰)
- زندان جکسون کانتی (۱۹۷۶)
- رعد نورد (۱۹۷۷)
- چشمان لورا مارس (۱۹۷۸)
- بتسی (۱۹۷۸)
- پارک مال من است (۱۹۸۰)
- دختر معدنچی زغال‌سنگ (۱۹۸۰)
- جاده فرعی (۱۹۸۱)
- جزایر وحشی (۱۹۸۳)
- موش رودخانه (۱۹۸۴)
- طلوع ماه سیاه (۱۹۸۶)
- پارک مال من است (۱۹۸۶)
- شهر بزرگ (۱۹۸۷)
- گاتهام (۱۹۸۸)
- دوشنبه طوفانی (۱۹۸۸)
- بسته (۱۹۸۹)
- پرندگان آتشین (۱۹۹۰)
- جی‌اف‌کی (۱۹۹۱)
- تحت محاصره (۱۹۹۲)
- خانه پوشالی (۱۹۹۳)
- فراری (۱۹۹۳)
- بهشت و زمین (۱۹۹۳)
- قاتلین بالفطره (۱۹۹۴)
- منفجر شده (۱۹۹۴)
- کاب (۱۹۹۴)
- موکل (۱۹۹۴)
- آسمان آبی (۱۹۹۴)
- بتمن برای همیشه (۱۹۹۵)
- مردان سیاه‌پوش (۱۹۹۷)
- آتشفشان (۱۹۹۷)
- مارشال‌های آمریکایی - (۱۹۹۸)
- سربازان کوچک (۱۹۹۸)
- مخاطره مضاعف (۱۹۹۹)
- گاوچران‌های فضا (۲۰۰۰)
- مقررات درگیری (۲۰۰۰)
- مردان سیاه‌پوش ۲ (۲۰۰۲)
- گمشده (۲۰۰۳)
- شکار (۲۰۰۳)
- مرد خانه (۲۰۰۵)
- سه خاک‌سپاری ملکیادس استرادا (۲۰۰۵)
- همراهان (۲۰۰۶)
- در دره الاه (۲۰۰۷)
- جایی برای پیرمردها نیست (۲۰۰۷)
- در مه الکتریکی (۲۰۰۹)
- مردان کمپانی (۲۰۱۰)
- کاپیتان آمریکا: نخستین انتقام‌جو (۲۰۱۱)
- غروب محدود (۲۰۱۱)
- لینکلن - (۲۰۱۲)
- امید می‌روید (۲۰۱۲)
- مردان سیاه‌پوش ۳ (۲۰۱۲)
- خانواده (۲۰۱۳)
- مرد خانه (۲۰۱۴)
- جیسون بورن (۲۰۱۵)
- مجرم (۲۰۱۶)
- مکانیک: رستاخیز (۲۰۱۶)
- تازه شروع شده (۲۰۱۷)
- به‌سوی ستارگان (۲۰۱۹)
- واندر (۲۰۲۰)
- به دنبال بازگشت (۲۰۲۱)

## افتخارات
- کاندیدای بفتای بهترین بازیگر مکمل مرد برای فیلم جی اف کی (به انگلیسی: JFK) در سال ۱۹۹۲
- کاندیدای بفتای بهترین بازیگر مکمل مرد برای فیلم فراری (به انگلیسی: The Fugitive) در سال ۱۹۹۳
- دریافت بیش از ۴۰ جایزه در جشنواره‌های مختلف بین‌المللی.
- کاندیدای دریافت بیش از ۸۵ جایزه در جشنواره‌های مختلف بین‌المللی فیلم.
- دریافت جایزه اسکار بهترین بازیگر نقش اول مرد در فیلم بهشت و زمین